# Kirsten Otterbu
Kirsten Melkevik (Kirsten) Otterbu (Øystese, 29 mei 1970) is een Noorse langeafstandsloopster, die gespecialiseerd is in de marathon. Ze nam eenmaal deel aan de Olympische Spelen, maar won hierbij geen medailles.
Ze begon 2007 goed met het winnen van de halve marathon van Göteborg (mei) en de marathon van Stockholm (juni). Later in september dat jaar nam ze deel aan het WK in Osaka. Hier behaalde ze op de marathon een teleurstellende 29e plaats. Op 28 oktober 2007 werd ze derde op de marathon van Frankfurt in een persoonlijk record van 2:29.12.
In 2008 herhaalde Otterbu haar prestatie van een jaar ervoor op de halve marathon van Göteborg, zij het dat ze het parcours ditmaal bijna tweeënhalve minuut sneller aflegde.

## Titels
- Noors kampioene 5000 m - 2006
- Noors kampioene 10.000 m - 2006
- Noors kampioene halve marathon - 2004

## Persoonlijke records
| Onderdeel      | Prestatie | Datum             | Plaats              |
| -------------- | --------- | ----------------- | ------------------- |
| 1.500 m        | 4.28,71   | 28 juli 2004      | Bergen (Fana)       |
| 3000 m         | 9.06,11   | 28 juni 2006      | Bergen (Fana)       |
| 5000 m         | 16.00,51  | 4 oktober 2006    | Bergen (Fana)       |
| 10.000 m       | 33.06,3   | 21 juni 2006      | Osterøy             |
| 10 km          | 32.41     | 24 september 2006 | Bergen              |
| 20 km          | 1:09.05   | 6 maart 2005      | Alphen aan den Rijn |
| halve marathon | 1:12.35   | 1 juli 2006       | Jolster             |
| marathon       | 2:29.12   | 28 oktober 2007   | Frankfurt           |

## Palmares

### 5000 m
- 2005: 5e Europese Cup - 16.25,26

### 20 km
- 2006: 31e WK in Debrecen - 1:09.37

### Halve marathon
- 2007:  Halve marathon van Göteborg - 1:12.38
- 2008:  Halve marathon van Göteborg - 1:10.19

### Marathon
- 2005: 6e marathon van Hamburg - 2:33.09
- 2005: 28e WK - 2:35.08
- 2006: 13e EK - 2:35.59
- 2006:  marathon van Frankfurt - 2:31.19
- 2007:  Marathon van Stockholm - 2:37.03
- 2007: 29e WK - 2:41.57
- 2007:  marathon van Frankfurt - 2:29.12
- 2008: 34e OS - 2:34.35
- 2008: 5e marathon van Frankfurt - 2:29.40
- 2010: 5e marathon van Düsseldorf - 2:36.21
- 2010: 17e EK - 2:42.24 (na DQ Živilė Balčiūnaitė + Nailja Joelamanova)

### Veldlopen
- 2004:  Nordic kampioenschap - 16.01